# Volker Jäger
Volker Jäger (* 22. September 1942 in Nürnberg; † 19. März 2021 in Stuttgart) war ein deutscher Chemiker.

## Leben
Nach seinem Abitur am Willstätter-Gymnasium Nürnberg studierte er von 1961 bis 1967 Chemie an der Universität Erlangen. Nach seiner Diplomarbeit 1969 bei Gerhard Hesse mit dem Thema Das Gleichgewicht zwischen den vier isomeren Nitropropenen begann er eine Dissertation bei Heinz Günter Viehe, Union Carbide European Research Ass. (ERA) in Brüssel, der Université Catholique de Louvain in Löwen und der Universität Erlangen, die er 1970 mit einer Arbeit mit dem Titel Nitroacetylenes abschloss. Es folgten Postdoc-Aufenthalte bei Viehe an der Université Catholique de Louvain in Louvain-la-Neuve (1971–1972) und bei Robert B. Woodward an der Harvard University (1971–1973) mit Arbeiten zur Totalsynthese von Vitamin B12. Danach wechselte er zur Habilitation an die Universität Gießen, die er 1979 mit einer Arbeit zur Synthesen mit Isoxazolinen abschloss. Nach mehreren Gastprofessuren wurde er 1980 Professor an der Universität Würzburg (C2). 1992 wurde er Professor für Organische Chemie (C4) an der Universität Stuttgart, an der er bis zu seiner Emeritierung lehrte.